# LHC@home
LHC@home是一个基于BOINC平台分布式计算项目。由歐洲核子研究組織（CERN）主持
40多年来，粒子物理实验及粒子物理学不断的取得进展，与此同时，每前进一步，加速器实验都面临新的技术挑战。物理学家们越来越迫切地需要更高强度的高能粒子，而目前的实验设备已经无法满足这一需求。随着分布式计算技术的日益成熟及全球参与人数的逐渐增加，LHC@home项目应运而生。LHC@home将被用来模拟设计大型強子對撞機（LHC），它将是本世纪初粒子物理与天文理事会粒子物理计划中的主要部分。预计将于2007年建成的LHC是质心能量为14 TeV的质子-质子对撞机。由于能域的提高，将有助于帮助科学家将由较低能量的实验所预言的现象更为方便地揭示出来。
LHC@home的Sixtrack程序一般每次模拟60个粒子绕加速器环运行100,000（有时可能达到1,000,000）圈的运行情况。这看似是一个很长的过程，但在真实世界中它们只需要不到10秒的时间。但这已足以检验到底粒子束是在长时间内保持稳定的运行，还是会失去控制并导致加速器由于损坏而停止。没有LHC@home分布式计算项目的运行，对撞机粒子束的不稳定性是一个很严重的问题，可能会严重减慢人类建立大型对撞机的进程。
最初的两个计算程序：LHC@home Classic和SixTrack，于2004年9月投入使用。LHC@home 2.0和Test4Theory（现为Virtual LHC@home）于2011年8月上线，用于模拟高能粒子碰撞，为测试大型强子对撞机的测量效果提供参考。